# Nhiễm Ung
Nhiễm Ung (冉雍, 522-?), tự Trọng Cung (仲弓), người nước Lỗ, là một trong những học trò của Khổng Tử lưu danh trong Tứ thư, Luận Ngữ, đồng thời cùng với Nhan Hồi (颜回), Mẫn Tổn (闵损),  nhóm triết gia về đức hạnh trong nhóm 10 triết gia của "Khổng Môn" (Khổng Môn Thập triết - 孔门十哲).

## Tiểu sử
Nhiễm Ung cùng họ với các môn sinh lỗi lạc khác của Khổng Tử là Nhiễm Canh và Nhiễm Cầu (冉求). Ông kém Khổng Tử 29 tuổi. Ông là người có đức hạnh, nhưng vì người cha không ra gì nên không được bổ dụng. Trái lại, Khổng Tử đánh giá năng lực của ông là người "có thể ngồi quay mặt hướng nam", lại nói với ông không nên nhụt chí, sớm muộn cũng sẽ có người biết và trọng dụng, như "con bê là con của bò lang lông đỏ hai sừng cân đối. Người ta cho là mẹ nó lang nên không dùng nó làm vật tế. Thần núi thần sông có nỡ bỏ rơi nó đâu?" . Về sau, Nhiễm Ung làm quan cho Quý tôn thị là một trong Tam Hoàn của nước Lỗ.
Hậu duệ đời thứ 67 của Nhiễm Ung là Nhiễm Thiên Lâm (冉天琳) vào năm Ung Chính thứ 6 được bổ làm Hàn lâm viện Ngũ kinh bác sĩ.